# L'àngel exterminador (Josep Llimona)
L'àngel exterminador, també conegut com a àngel guardià, és una escultura de Josep Llimona d'estil modernista, de 1895. S'alça sobre les ruïnes d'un antic cementiri que al seu torn es va construir sobre les restes d'una antiga església del segle XV a Comillas, municipi de Cantàbria (Espanya).
L'àngel exterminador és Abadon (de l'hebreu אֲבַדּוֹן, 'Ǎḇaddōn, "destrucció" o "perdició"). En el llibre de l'Apocalipsi és l' "Àngel de l'abisme sense fons", qui regnarà sobre les plagues de llagostes que assolaran a la humanitat "no marcada en el front amb el segell de Déu". En Apocalipsi 9:11 també figura identificat com Apolión.